# Brunsbüttel
Brunsbüttel es una ciudad del norte de Alemania que se extiende en la desembocadura del río Elba cerca del Mar del Norte. También es uno de los accesos al Canal de Kiel, estando situado el otro en Holtenau, en las afueras de Kiel.

## Historia
La referencia más temprana a la ciudad está en un documento de fecha 14 de julio de 1286.
Con la construcción del Canal de Kiel (Nord-Ostsee-Kanal) en 1911, la ciudad quedó dividida en dos.
Durante los primeros días de la Segunda Guerra Mundial, el 4 de septiembre de 1939, el Escuadrón n.º 149 de la RAF llevó a cabo el segundo bombardeo de esa guerra, apuntando a los buques de guerra situados cerca de la ciudad.

## Economía
Brunsbüttel se convirtió en una zona industrial en los años 60 y 70. El Parque ChemCoast de Brunsbüttel sigue siendo la zona empresarial más importante y con 2.000 ha también la mayor zona industrial de Schleswig-Holstein. 

## Plantas químicas
- Total S.A.
- Bayer MaterialScience
- Lanxess
- Sasol
- Yara Internacional

## Energía
- Vattenfall: Central de Turbinas de Gas (cerca de la Central Nuclear de Brunsbüttel que está fuera de servicio)

## Puertos
- Brunsbüttel Ports GmbH (operación portuaria y logística)

## Referencias

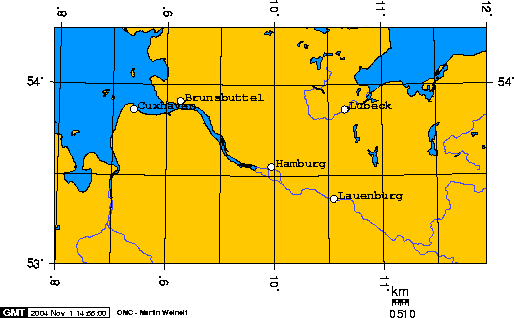
Estuario del Elba